# Odvas keltike
Az odvas keltike (Corydalis cava) a boglárkavirágúak (Ranunculales) rendjébe és a mákfélék (Papaveraceae) családjába tartozó faj. Egyéb nevei: hüvelykes földfüstje, kakasláb, lyikas ír, tavaszi gerezdeske, üres földfüstfű, cinedónia neveken.

## Elterjedése, élőhelye
Európa területén honos, a legészakibb területeket kivéve. Üde, főként gyertyán- és bükkelegyes erdők, ligeterdőkben él. Tápanyagban gazdag, nedves talajt kedvel.

## Megjelenése
Tejnedv nélküli, 10–30 cm magas, gömb alakú gumójú évelő növény. Gumója idővel odvasodik (az ujjas keltikétől eltérően), innen kapta a nevét. A szár csupasz, kékesszürke Levelei hosszabb nyélen ülnek, kétszer hármasan osztottak (tehát a levélkék további három, hasadozott levélkére tagoltak). Murvalavelei ép szélűek, tojásdadok. Március-május környékén virágzik. 10-20 virágból álló, végálló fürtjeiben a virágok lilásak, bíborlilásak, illetve fehéres krémszínűek, hosszú sarkantyúkkal. A két színváltozat együtt fordul elő, a lilás valamivel gyakoribb, mint a fehér.

## Életmódja
Geofiton, azaz az erdő lombfakadása előtt virágzik, majd a gyors termésérlelés után már csak a vegetatív szervei látszanak a felszínen, vagy azok is elpusztulnak és a növény a föld alatti „raktározóképletbe” visszahúzódva várja a következő tavaszt. Élőhelyén legtöbbször csoportosan, néha tömegesen jelentkezik.

## Felhasználása
Izokinolin-alkaloidokat (főként bulbokapnint), koridalint, tetrahidropalmatint tartalmaz.
Alkaloidtartalma miatt erősen mérgező, ám mélyen ülő gumója nem csábít fogyasztásra. Kivonatát korábban féregűzésre, menstruációs zavarok gyógyítására alkalmazták.
Gyógyszeripari készítmények alapanyaga. Központi idegrendszert bénító hatású, nyugtatókban fordul elő, csak orvosi ellenőrzés mellett használható.

## Képek

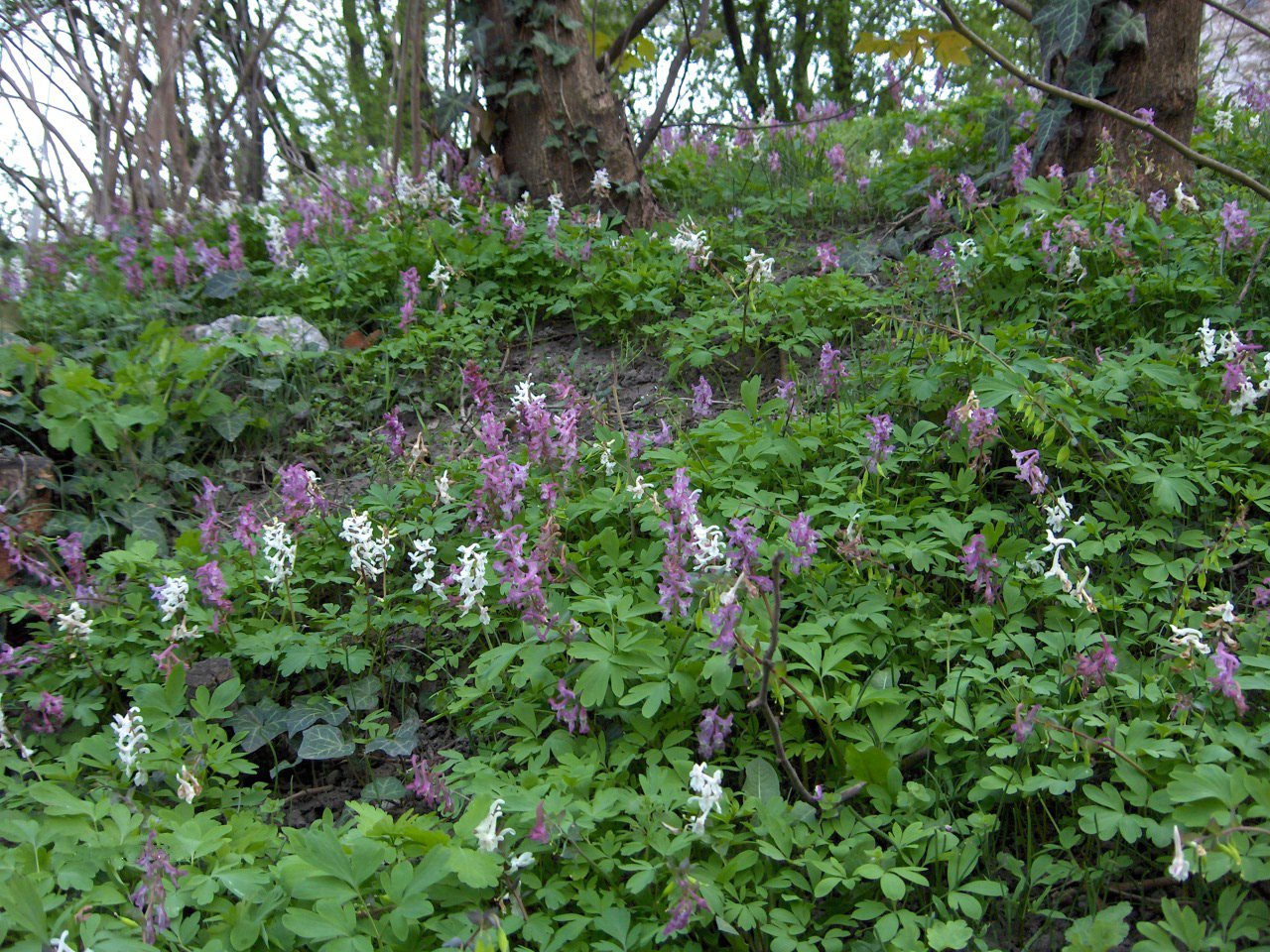
Odvas keltikék tömegesen a budai Várhegyen.
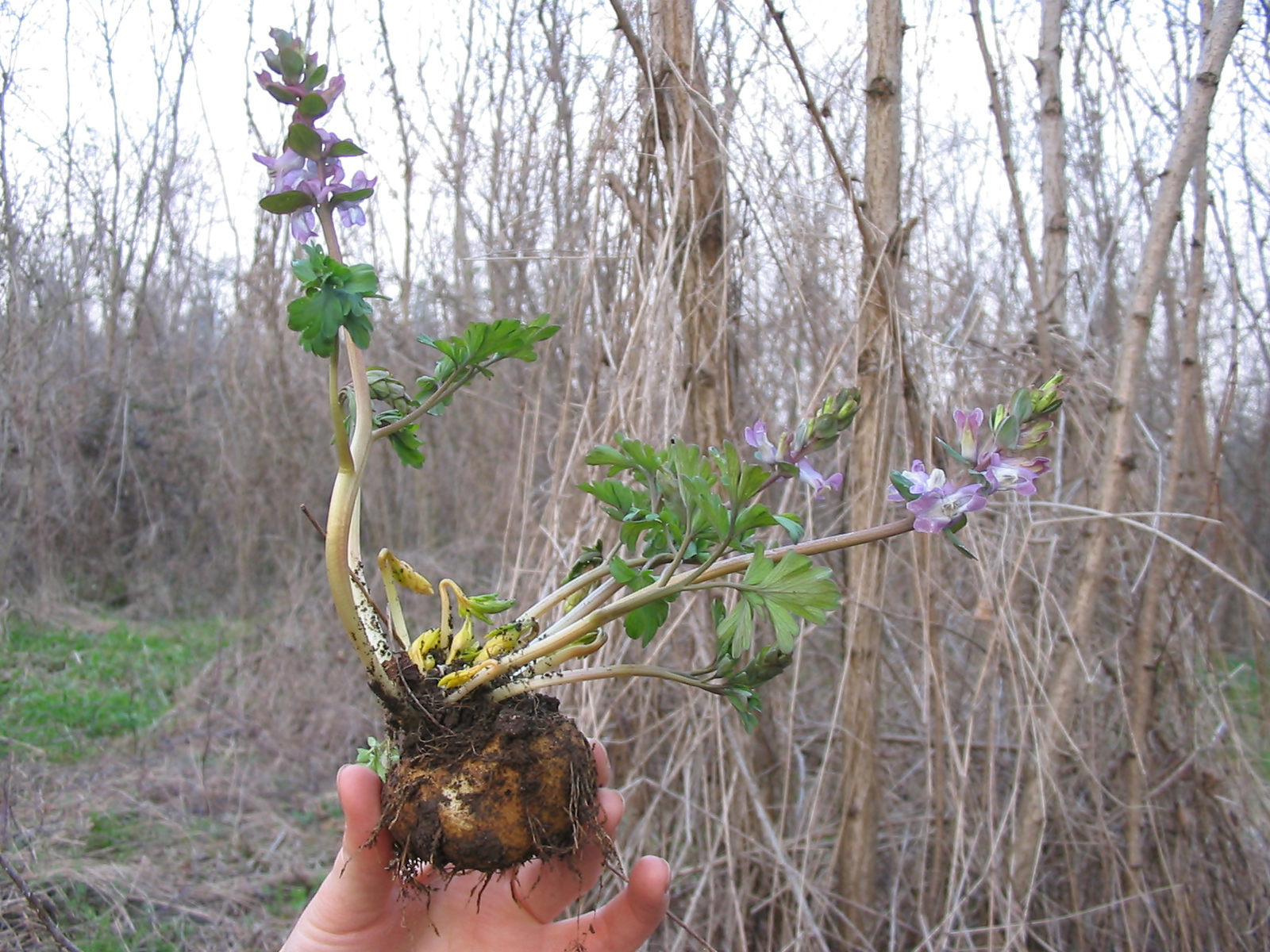
Gumója
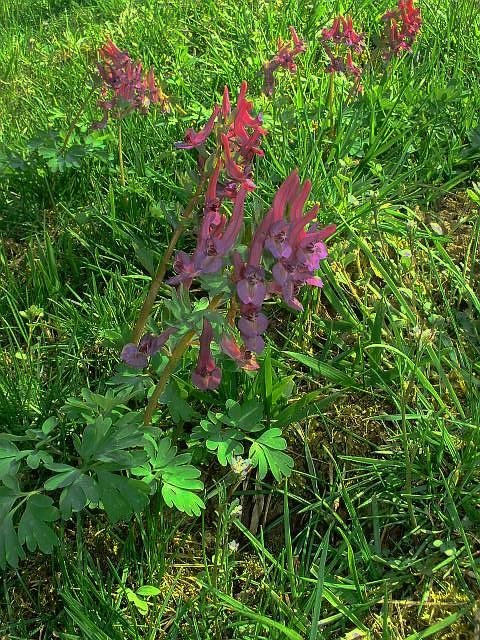
Bíborlilás színváltozat
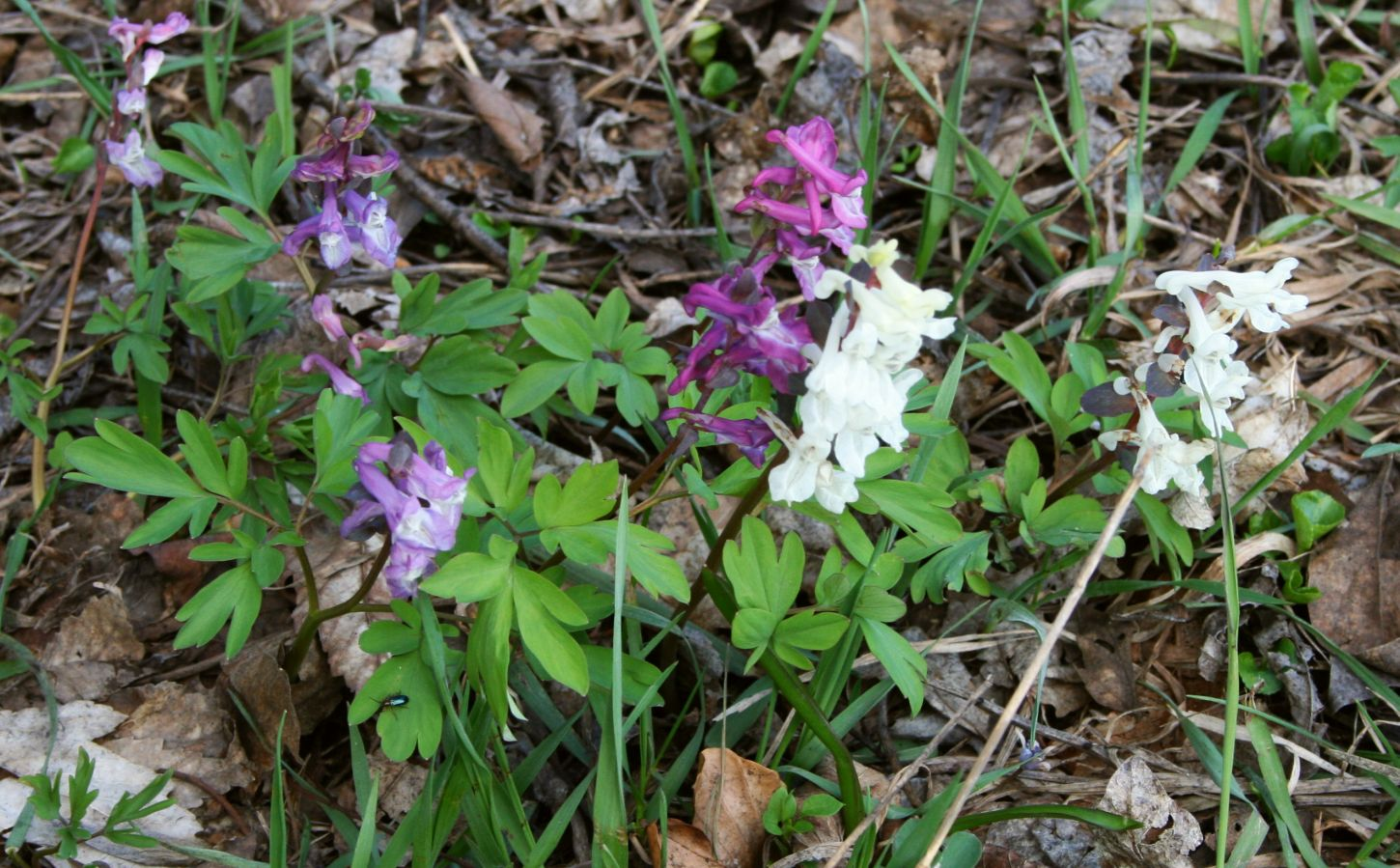
Színváltozatok